# ヘンリー・ハワード (第12代サフォーク伯爵)
第12代サフォーク伯爵・第5代バークシャー伯爵ヘンリー・ハワード（英語: Henry Howard, 12th Earl of Suffolk, 5th Earl of Berkshire、KG、PC、1739年5月16日 - 1779年3月7日）は、グレートブリテン王国の政治家。1756年から1757年にかけてはアンドーバー子爵。

## 経歴
ハワードはイートン・カレッジとモードリン・カレッジで教育を受けたのち、1757年にサフォーク伯を襲爵した。オックスフォード大学では1759年に文学の修士号を、1761年に民法の博士号を得た。1763年から1767年までマームズベリー執事長を務め、63年から1765年までは副軍務伯でもあった。
1771年にノース内閣で枢密顧問官に任命され、北部担当国務大臣に就任するまでは王璽尚書を担っていた。アメリカ革命が起こるとヘッセンやハノーヴァーの傭兵を募り、これの鎮圧に当たらせている。また1772年のグスタフ3世の反乱では、これを鎮圧しようとしたロシア帝国に反発し、スウェーデンの独立を支持した。
1778年にガーター騎士団へ列せられた。1779年3月7日に死去。遺体は1人目の妻とともにウィルトシャーのチャールトン教会へ埋葬された。

## 子女
ハワードは生涯2度結婚している。1764年5月25日に初代ハンプデン子爵ロバート・ハンプデン＝トレヴァーの娘であるマリア・コンスタンシア・ハンプデン＝トレヴァーと結婚し、1子を儲けた。彼女は娘を生んだその日に死去している。
- マリア・コンスタンシア・ハワード（1767年2月7日 - 1775年7月21日）

1777年8月14日に2人目の妻となる第3代アイルズフォード伯爵ヘンエッジ・フィンチの娘シャーロット・フィンチと結婚した。彼女との間には2子を儲けた。
- アンドーバー子爵ジョージ・ハワード（1778年9月 - 1778年12月27日）
- 第13代サフォーク伯爵ヘンリー・ハワード（1779年8月8日 - 1779年8月10日）

第13代サフォーク伯爵ヘンリーは彼の死後に生まれた子であるが、出生2日後に死亡したため、サフォーク伯の爵号はわずか2日で大叔父が襲爵することとなった。